# エルラーセン
エルラーセン（LLARSEN）は、2012年創業のデンマーク・コペンハーゲンの時計メーカー。企画・デザイン・製造を行っている。そのため製品に必ず「Made in Denmark」と記載されている。旧名は、ラース・ラーセン（LARS LARSEN）である。日本の正規輸入代理店は大沢商会である。
2021年、SDGsへの取り組みの一つである社会貢献プロジェクト「Support for Students」に参加。時計の公募デザイン最優秀作品を決め、商品化し販売するものとなっており、エルラーセンと大沢商会が売上金の一部を独立行政法人日本学生支援機構に寄付する。